# Revisionismo histórico en España

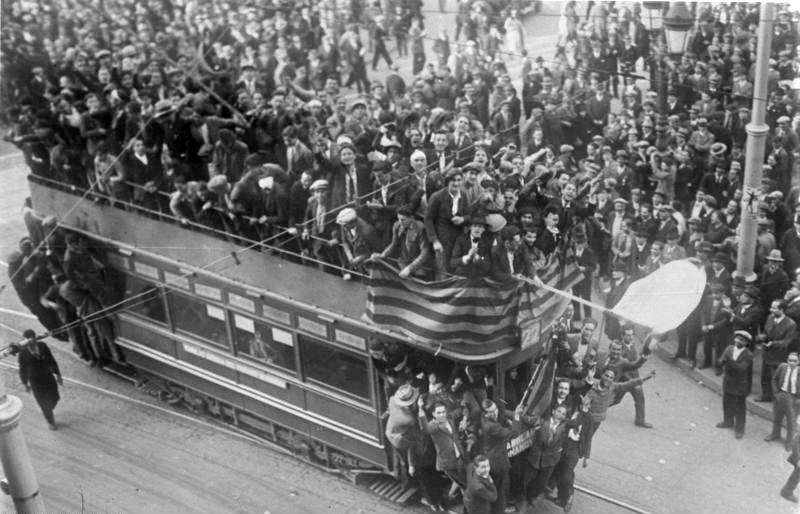
Celebraciones con la proclamación de la Segunda República Española en Barcelona, en 1931, extraído del Archivo Federal de Alemania.

Se conoce como revisionismo histórico —referido a la reciente historia de España— a la corriente de periodistas, escritores y, también, historiadores que con presupuestos restauradores de la bibliografía franquista, intentan reescribir la historia del periodo que comprende la II República, Guerra Civil y dictadura franquista.
Aunque con este revisionismo coexisten varios revisionismos del mismo periodo histórico, es a esta corriente, dada su difusión y los numerosos debates que ha suscitado, a la que se la identifica con este término. Enrique Moradiellos califica a sus animadores de «seudorevisionistas» y Bernat Montesinos lo califica de «revisionismo restaurador».

La bibliografía empleada muestra que las obras de referencia que utilizan datan de los años setenta, es decir, cuando en la dictadura sólo podían publicar las personas afines al franquismo, de tal manera, que todas las investigaciones y la producción posteriores a 1975 es totalmente ignorada; sólo se incluyen libros publicados recientemente cuando se trata de otro autor revisionista, y es que se citan unos a otros; es una manera de legitimarse y dar publicidad a las obras afines.
Cristián Cerón Torreblanca.

## Revisionismo histórico
Existe un proceso de reescritura histórica, cuya finalidad es más política que científica. Se trata de la cuestión del «revisionismo» que, a pesar de contar con una larga tradición, en la cual se sitúan las posiciones «negacionistas» del Holocausto, en España se ha manifestado en los últimos años de modo significativo en la reinterpretación de la II República, de la Guerra Civil y de la era franquista.
Antonio Bernat Motesinos, Universidad de Zaragoza.

La revisión en consustancial con la investigación histórica. La Historia está en constante revisión como no podía ser de otra forma en una disciplina científica; así, la revisión histórica no solo es legítima sino necesaria para ir adaptando nuestro conocimiento de la historia a los nuevos documentos que puedan ir apareciendo o nuevas interpretaciones que puedan darse de documentos ya conocidos. También, el distanciamiento de los hechos posibilitaría la desmitificación de los mismos en el caso de que esta mitificación se hubiese dado.
Lo que hoy se conoce como revisionismo es una reacción a la elaboración de la historia, concretándose en intentos de manipularla desde posiciones ideológicas. Moradiellos, entre otros, considera que se ha usurpado el término provocando confusión, ya que a una labor consustancial con la elaboración de la historia, se le ha unido su antítesis, el intento de restaurar versiones ya superadas, considerando que más bien se trata de un «seudorevisionismo»:

A todos ellos [representantes del revisionismo español] se les ha venido calificando de «revisionistas» con notoria injusticia y abuso del término. Primero, como nos ha recordado Enzo Traverso, porque esta aplicación del adjetivo supone un caso de «auténtica usurpación» con sentido denigratorio de «una actitud más que honorable», en la medida en que «las revisiones de la Historia son legítimas e, incluso, necesarias» y «numerosas ‘revisiones’ son hoy en día adquisiciones historiográficas generalmente aceptadas». Y, segundo, porque, en realidad, la mayor parte de dichas tesis y la imagen global conjunta que componen no son el producto de una «re-visión» del pasado histórico inmediato. Resultado natural de una investigación historiográfica que, por definición, siempre está «revisando» sus propios postulados y los frutos de su trabajo sobre la base del estudio crítico de fuentes informativas inéditas y de la aplicación de renovadoras perspectivas metodológicas de análisis y comprensión.
Enrique Moradiellos.

El punto de vista de Moradiellos es compartido por Sebastian Balfour cuando afirma que el revisionismo histórico español «no se merece tal término porque no ofrece nuevos análisis basados en un trabajo de archivo o de memoria histórica, sino más bien reactualizaciones... de viejas propagandas». «Son reactualizaciones de las interpretaciones de los aperturistas franquistas. O sea, no son libros de historiadores profesionales que se muevan a fuerza de años de consulta de archivos, de entrevistas, y de miles de documentos; que además sometan a prueba sus hipótesis, buscando rebatirlas y probarlas con datos empíricos y fuentes primarias de todo tipo».
En España, este seudorevisionismo se centra en tres periodos concretos de su reciente historia: la II República (1931-1936), la Guerra Civil (1936-1939) y la dictadura franquista. «Se trata, en esencia, de un fenómeno político, mediático y cultural cristalizado a lo largo de poco más del último decenio transcurrido, de la mano de una nueva hornada de escritores y de obras que sin duda alguna han cosechado cierto éxito público». También existiría otro revisionismo relacionado con los nacionalismos.
Sebastian Balfour relaciona la aparición en España del fenómeno del revisionismo histórico con la llegada al poder del Partido Popular en 1996:

Esta ofensiva en España coincide con la llegada al poder del Partido Popular en 1996 y, sobre todo, con la victoria electoral del año 2000 en que logró una mayoría absoluta. Como parte de esta acometida se replanteó toda una serie de políticas en ámbitos como exteriores, enseñanza, derechos civiles, cuestiones morales, y la arquitectura del Estado. Con respecto al pasado se lanzó una contraofensiva como respuesta sobre todo al trabajo de recuperación de la memoria histórica sobre la Guerra Civil, la apertura de las fosas comunes, la concesión de la nacionalidad a los supervivientes de las Brigadas Internacionales, etc. , que empezó a tomar auge en los años noventa. Los medios de esta contraofensiva han sido el Partido Popular, la FAES (y los intereses económicos y financieros que financian la Fundación), la Iglesia, y todo el mundo mediático que controla la derecha -la COPE y Libertad Digital, con sus César Vidal y Jiménez Losantos, el ABC, El Mundo , y varias editoriales.
Sebastian Balfour. El revisionismo histórico y la Guerra Civil

En cuanto las razones de la difusión que han conseguido Justo Serna, de la Universidad de Valencia, comparte el punto de vista de Balfour:

En España, los llamados revisionistas han redescubierto el valor de la agitación y la propaganda y han advertido que el valor de sus ideas sólo podrá certificarse con la eficacia de la comunicación. Acierta Reig Tapia cuando examina a Jiménez Losantos como principal artífice de esta operación: dotarse de unos medios para emprender una auténtica «guerrilla semiológica» ha sido su logro decisivo. Mientras los revisionistas ocupan el ciberespacio, los historiadores serios, profesionales y dengosos suelen manifestar sus reparos a la Red, dejando que otros vendedores ocupen el mercado de la historia.

## Revisionismo restaurador sobre la II República, Guerra Civil y Franquismo
La dictadura franquista supuso un largo periodo de propagandismo y desinformación. El largo periodo de la dictadura y su carácter fascista propició que durante décadas se adoctrinase a la población española sobre su historia en general y sobre su historia reciente en particular.
Durante cuarenta años los medios de comunicación, las escuelas y universidades, la cultura estuvieron controlados por el régimen, principalmente por su aparato burocrático e ideológico FET de las JONS, y durante esos cuarenta años se construyó y se trató de consolidar una hagiografía mitificadora sobre su dictador, Franco, y una visión de la II República, Guerra Civil y Régimen que posibilitaran la formación de una base social, lo más amplia posible, que sustentara al propio régimen.
En el momento en el que cae el Régimen y se inicia la Transición a la democracia, en España existe una extensa bibliografía franquista que hoy es usada por estos revisionistas, y una extensa parte de la población influenciada por esta propaganda que explicaría la penetración de este revisionismo.

### Tesis restauradoras

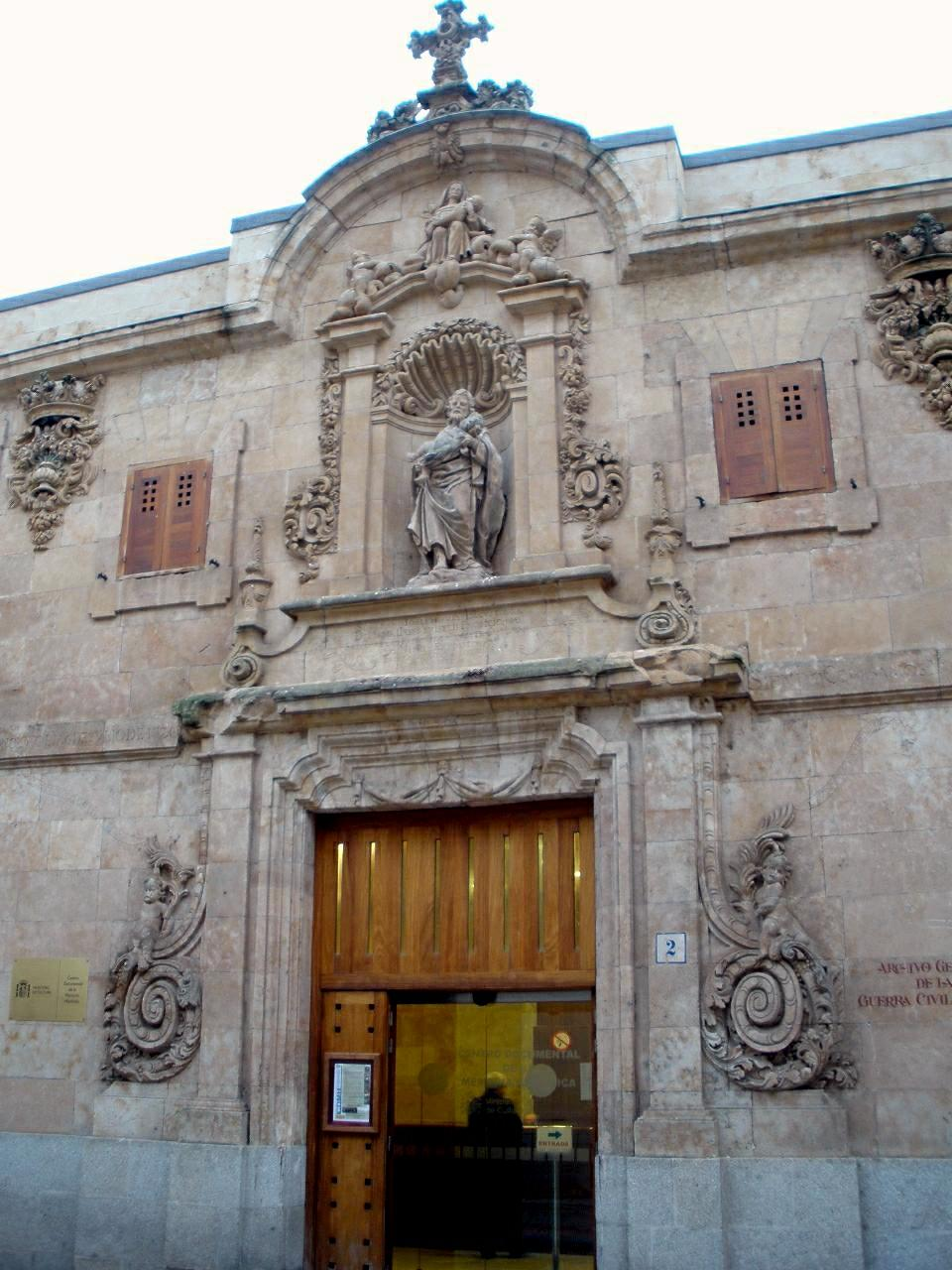
Archivo General de la guerra civil española en Salamanca.

En su conjunto, esta corriente, principalmente mediática, recrea las tesis ya formuladas desde el franquismo y se apoya en historiadores de ese franquismo. Fundamentalmente en Arrarás que ya en 1937 inició la más extensa y exaltada hagiografía de Franco, y en Ricardo de la Cierva, historiador del franquismo.
Sobre la II República intentan establecer que su proclamación fue ya una imposición que se le hizo al pueblo desde posiciones revolucionarias de izquierdas. La II República fue para ellos un laboratorio donde la izquierda totalitaria internacional conspiró contra la sociedad española, y todas las acciones de la derecha estuvieron guiadas para echar por tierra esa conspiración.
El periodo de la II República estuvo marcado por la práctica de la violencia política. La II República fue el enésimo intento de la sociedad española por avanzar a posiciones democráticas, se venía de un siglo XIX donde hasta cuatro de estos intentos fueron abortados desde sectores reaccionarios relacionados con los terratenientes latifundistas, la Iglesia y, en general, con todos aquellos que no estaban dispuestos a renunciar a sus privilegios. Son tiempos presididos por el auge de los movimientos de masas que intentan acabar con el viejo régimen, unos avanzando en la instauración de la democracia, otros persiguiendo la revolución del proletariado (tenían como modelo el triunfo de la revolución bolchevique de 1917 en Rusia) y otros, de ideología anarquista, propugnando la desaparición del Estado (España fue quizá el país donde con más fuerza penetraron las ideas anarquistas. La central sindical CNT, de adscripción anarquista, era mayoritaria junto a la UGT). También, es a tras la Primera Guerra Mundial cuando surge el fascismo como fuerza violenta y contrarrevolucionaria.
La II República no se encontró con un contexto histórico favorable. Al día de hoy, todavía es materia de debate hasta que punto, aquellos que trabajaron por consolidar un sistema democrático en aquel momento, estuvieron lo suficientemente acertados. Lo cierto es que fueron tiempos de extrema violencia, en muchos casos alentada y provocada desde sectores reaccionarios que vieron en esa violencia el mejor medio para desestabilizarla. Hoy, desde este revisionismo, se hace una lectura simplista de aquel periodo histórico y se intenta demostrar «que la sublevación del Ejército el 18 de julio de 1936 estaba justificada: no había legalidad alguna, la República cometía crímenes de Estado (el asesinato de Calvo Sotelo es presentado como un crimen de Estado, no político) y la nación estaba en peligro por la traición de las izquierdas revolucionarias».
En cuanto a su visión de la dictadura franquista, se minimiza su brutal represión cuando no se silencia o justifica, no aportando nada nuevo su interpretación de aquella, nada que no se usara ya para adoctrinar a la población durante ese periodo; eso sí, con el añadido de considerar el actual régimen de libertades consecuencia del propio franquismo: «por lo que hace a la dictadura, enfatiza que su victoria en la contienda fratricida salvó a España del comunismo y de los horrores de la Segunda Guerra Mundial, le proporcionó más de tres decenios de paz interior, activó un proceso de modernización económica sin parangón y sentó las bases para la pacífica transición política a la democracia bajo el arbitraje de la Corona».

No condeno al franquismo porque libró a España de la revolución, de la guerra mundial y de un nuevo intento de guerra civil que fue el maquis.(…) No condeno el franquismo porque de él y no del antifranquismo – totalitario y terrorista en su mayoría-, de la paz y prosperidad legadas por el franquismo, han nacido la democracia y la monarquía constitucional que estos antifranquistas retrospectivos están echando abajo.
P. Moa, ¿Condena usted el franquismo?, Libertad digital, 30 de noviembre de 2007.

Los trabajos de sus principales autores, Pío Moa y César Vidal, recuperan la historiografía franquista clásica, utilizando también publicaciones de su etapa tecnocrática, concretamente de los años setenta. Un argumento puntero de este grupo es que la Guerra Civil no comenzó en el levantamiento de 1936 sino con la revolución de Asturias de 1934, que expresaría «la no aceptación por la izquierda del resultado electoral de noviembre de 1933, que convirtió a la derechista CEDA en el partido más votado».
Así resume Justo Serna, de la Universidad de Valencia, las tesis revisionistas:

En el caso español, la relectura del pasado hecha recientemente por los revisionistas es, por supuesto, antirrepublicana. Ahora bien, la rehabilitación del franquismo sólo es indirecta y vergonzante: los revisionistas suelen invocar el liberalismo, la democracia, pero sólo para justificar la dictadura como dique anticomunista, como régimen que facilitó el desarrollo económico, como sistema que procuró el bienestar.[...]

Pero el presupuesto de ese revisionismo más importante no es el del crecimiento económico o el bienestar, sino un presunto silogismo político: si la etapa de la Segunda República fue un período convulso y violento en la que no fue posible la democracia, si los republicanos fueron apoyados por la URSS durante la contienda, entonces ... la República no era un sistema democrático, los republicanos sólo eran unos totalitarios filobolcheviques. Con ello, el franquismo se redime políticamente.[...]

Pero estos razonamientos no son silogismos, sino sofismas en los que hay premisas en apariencia verdaderas que dan como resultado conclusiones supuestamente ciertas. A esta forma política de argumentar se le llama falacia.

### Sus componentes

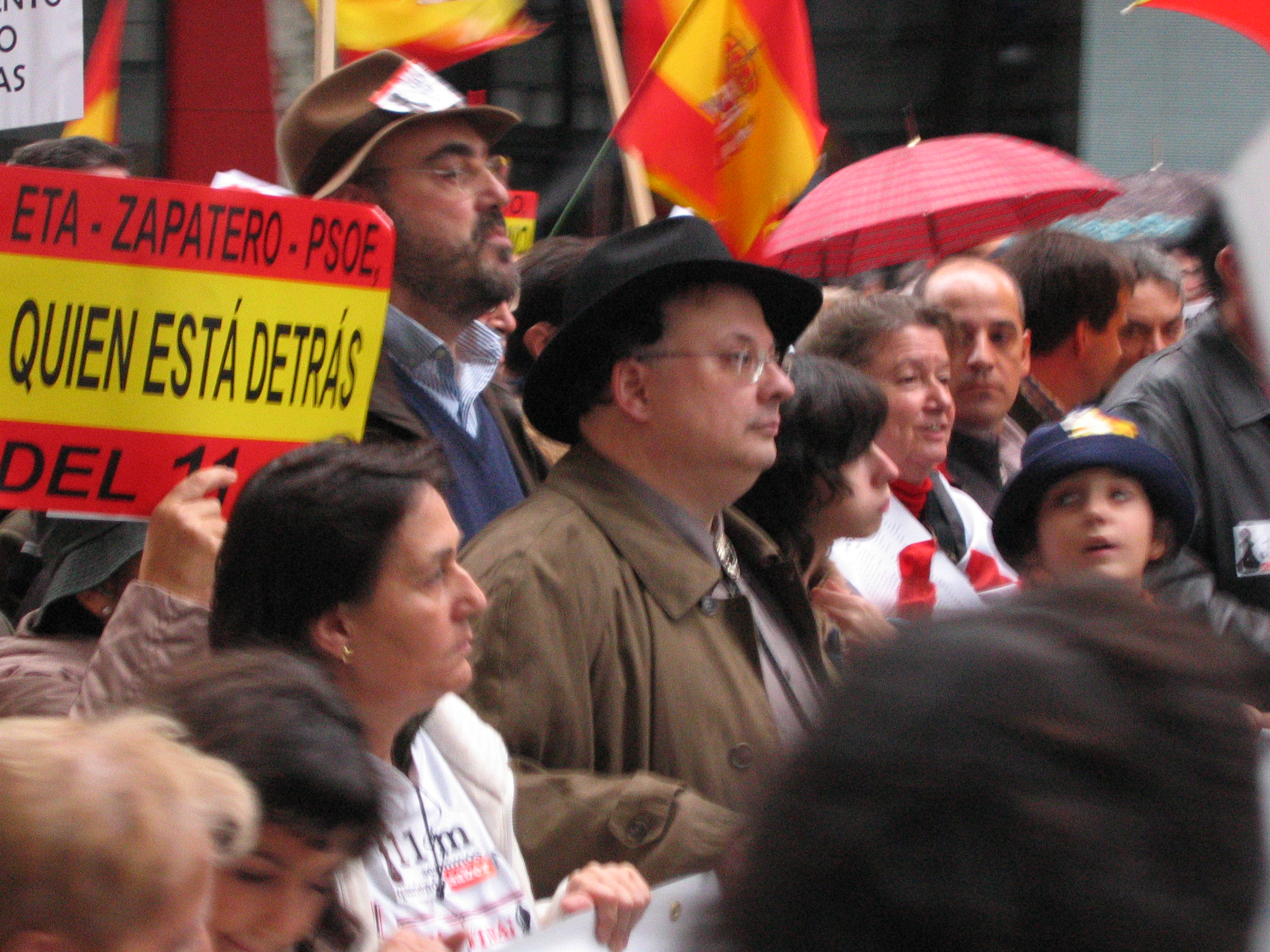
El escritor y periodista César Vidal (en el centro de la fotografía, con sombrero negro) en una manifestación en 2006.

Pío Moa y César Vidal son sus principales animadores, con éxitos editoriales que han sido ampliamente recogidos por diversos medios de comunicación; principalmente, la cadena de radio COPE y el conglomerado empresarial Libertad Digital. Este seudorrevisionismo cuenta con el apoyo de periodistas e historiadores −Moradiellos incluye a los periodistas Federico Jiménez Losantos, José Javier Esparza, José María Zavala y a los historiadores Ángel David Martín Rubio y Luis Eugenio Togores− y con «la comprensión académica de investigadores como Payne» que considera la obra de Pío Moa, en concreto su libro Los mitos de la guerra civil: «el empeño más importante llevado a cabo durante las dos últimas décadas por ningún historiador en cualquier idioma, para reinterpretar la historia de la República y la Guerra Civil».

### Estado de la cuestión
Hoy (2010) comienza a establecerse con rigor la historiografía sobre estos periodos, «disponemos de todo menos de una historiografía complaciente»; no sin dificultades, ya que aun en 2010, parte de la población española se identifica con uno de los dos bandos, o con «una de las dos Españas machadianas», contendientes en la Guerra Civil. Si también existe una tendencia a simplificar la historia reciente de España desde el lado opuesto, utilizando como arma arrojadiza el calificativo de «fascista» o «franquista», lo cierto es que este «revisionismo restaurador», o seudorevisionismo, alimenta los sentimientos de frustración de aquellos que se identifican con el franquismo, bando ganador durante cuarenta años y que hoy se sienten agredidos, principalmente, por la Recuperación de la Memoria Histórica promovida por los perdedores de aquella contienda que hoy intentan reivindicar la memoria de sus antepasados y, en muchos casos, recuperar sus cuerpos para darles una sepultura digna.
Esta corriente que se ha dado en llamar revisionista, aun sin contar con numerosos promotores, sí cuenta con medios de comunicación que la amplifican, ha creado una cierta confusión y ha podido calar en sectores nostálgicos del franquismo. Los historiadores que se dedican a historiar principalmente este periodo se han encontrado con un dilema difícil de resolver: ignorar a una corriente tan alejada de lo que debe ser la historia, con lo cual se le da alas; o entrar en una polémica que también se las da. A juicio de Manuel Ortiz Heras: «Se ha pecado tal vez en exceso de mantener algunos debates sobre la dictadura franquista poco productivos que han agotado no pocos esfuerzos e impedido una mayor agilidad en la investigación y la atención a determinados temas», lo que ha servido para proveer de argumentos a este revisionismo.
El seudorevisionismo español no es inocente, no se debe a bienintencionadas interpretaciones, más o menos alejadas de lo que fue aquel periodo, sino a una lectura ideológica de la historia que da soporte a ideologías y movimientos de carácter involucionista.

Se trata, básicamente, de una lectura ideológica y simbólica de ese pasado inmediato (la tríada inseparable República-Guerra-Franquismo) que quiere servir como catalizador para la forja de ciertas identidades colectivas y que postula una determinada genealogía del presente con derivaciones políticas explícitas para el futuro.
Enrique Moradiellos.

Un punto de vista compartido por Justo Serna, de la Universidad de Valencia: «Quienes profesan estos revisionismos aquí y allá tienen la característica común de separarse de lo que los historiadores académicos sostienen. ¿Con qué fin? Con el propósito de abatir consensos historiográficos, con el objetivo de interpretar el pasado con claves interesadamente políticas, sesgadas».

## Revisionismo identitario
Según Antonio Bernat Montesinos existe otra corriente de revisionismo con carácter político, lo que él llama «revisionismo identitario» y que define de la siguiente manera:

Además de los revisionismos mixtificador y restaurador, existe otro de carácter identitario. Se trata de aquel que falsifica los hechos y efectúa una reconstrucción histórica no siempre fundamentada, con pretensión de crear adeptos y de proporcionar un imaginario de afirmación de identidad. Pretende modificar el repertorio sentimental para que las personas se identifiquen con unos orígenes mitificados y se sientan históricamente oprimidos y necesitados de redención. Revisionismo que alimenta el irredentismo y que se observa en los discursos del nacionalismo periférico y, lo que es más preocupante, en muchos libros escolares.
Antonio Bernat Montesinos.